# Shell script
Shell-script és un llenguatge de programació que funciona en els sistemes Linux i Mac. La seva extensió és .sh (shell script). El llenguatge va ser dissenyat per Linus Torvalds, el creador dels sistemes Linux.

## Estructura bàsica
Un arxiu shell-script ha de tenir la següent estructura:
```
#!/bin/bash

//
 
Comentari
 
1

# Comentari 2

var
=
1
;

echo
 
$var

math
=
$((
$var
*
2
))

echo
 
$math

```

La seva sortida seria:
```
1
2

```